# Сорокин, Захар Артёмович
Захар Артёмович Сорокин (4 (17) марта 1917 — 19 марта 1978) — советский лётчик-ас истребительной авиации в годы Великой Отечественной войны, Герой Советского Союза (19.08.1944). Гвардии капитан (23.03.1943). После тяжёлого ранения и обморожения продолжил без обеих ступней летать на истребителе и сбил несколько германских самолётов.

## Биография
Родился 17 марта 1917 года на станции Глубокое (ныне Карасукского района Новосибирской области).
В 1920-х годах семья Сорокиных переехала в город Тихорецк ныне Краснодарского края. Захар Сорокин окончил 7 классов железнодорожной школы № 34 имени В. И. Ленина (г. Тихорецк) и школу ФЗУ. Работал помощником машиниста паровоза и одновременно учился в аэроклубе.
В 1937 году был призван в Красную Армию. Окончил Военно-морское авиационное училище имени И. В. Сталина в Ейске в 1939 году. Служил пилотом 32-го истребительного авиационного полка ВМФ в ВВС Черноморского флота (Севастополь). Там же его застала Великая Отечественная война. В июле 1941 года он был переведён на Северный флот, служил в 72-м смешанном авиационном полку ВВС Северного флота в эскадрилье, которой командовал первый североморский ас Б. Ф. Сафонов. Летал на истребителе МиГ-3. Первую победу одержал через несколько дней после прибытия на Север, сбив 19 июля 1941 года истребитель Ме-110. На второй день после этой победы Сорокин сбил второй такой же истребитель в воздушном бою при защите аэродрома Ваенга. 18 октября 1941 года назначен заместителем командира эскадрильи. За 4 лично сбитые самолёта врага был 17 сентября 1941 года награждён орденом Красного Знамени, но ещё 15 сентября сбил свой пятый немецкий самолёт.
25 октября 1941 года во время воздушного боя З. А. Сорокин был ранен и на повреждённом самолёте совершил вынужденную посадку в тундре. Лётчик четверо суток добирался до расположения советских частей, прополз около 70 км, при этом он отморозил ноги (в Заполярье в конце октября уже устанавливается постоянный снежный покров).
В госпитале в Мурманске ему ампутировали ступни обеих ног, затем он был эвакуирован в госпиталь в городе Киров. После многомесячного лечения был признан медкомиссией негодным к лётной службе. Добился права летать и возвращения в свой полк на личном приёме у Главнокомандующего ВМФ СССР адмирала Н. Г. Кузнецова.

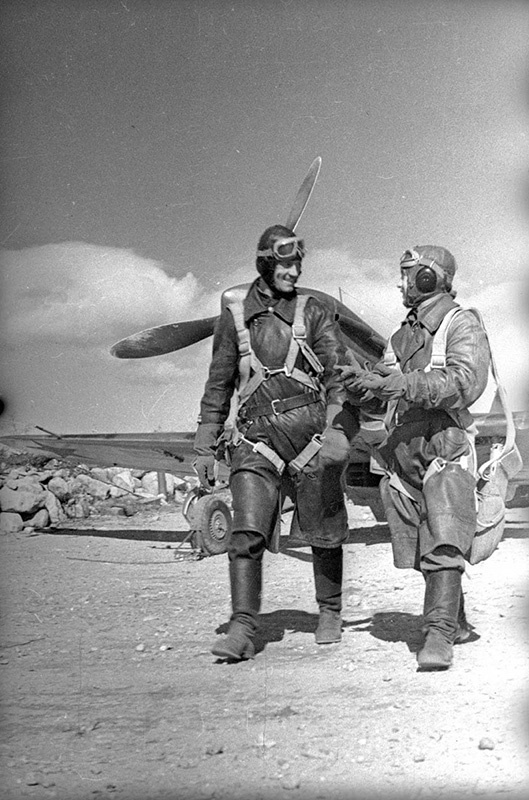
Захар Сорокин, Кольский полуостров, 1942 год

В феврале 1943 года З. А. Сорокин вернулся в свой полк, который к тому времени уже стал гвардейским и получил наименование 2-й гвардейский истребительный авиационный полк ВВС Северного флота. Освоил новый истребитель «Аэрокобра». Продолжил на нём боевые вылеты, свой первый самолёт после возвращения в строй (и шестой по общему счёту) Захар Сорокин сбил 25 марта 1943 года, уже будучи на протезах. Участвовал в знаменитом воздушном бою 19 апреля 1943 года, когда его товарищ гвардии младший лейтенант Н. А. Бокий сбил известного немецкого аса оберфельдфебеля Рудольфа Мюллера (92 заявленные победы).
Военный атташе Великобритании, прибывший в Заполярье, вручил лётчику-истребителю высокую награду — орден Британской империи, сказав: «Пока в России есть такие люди, она непобедима».
К июлю 1944 года гвардии капитан З. А. Сорокин совершил 117 боевых вылетов (в том числе 4 — на разведку и 10 — на сопровождение торпедоносцев и бомбардировщиков), 19 воздушных боёв и лично сбил 11 самолётов противника: 2 Ме-110, 2 Ю-88, 6 Ме-109 (ещё один самолёт этого типа он подбил) и 1 FW-189. Из числа этих побед 6 одержал, летая с протезами. Летал на самолётах МиГ-3, «Киттихоук» и «Аэрокобра». За эти подвиги был представлен к присвоению звания Героя Советского Союза.
Указом Президиума Верховного Совета СССР от 19 августа 1944 года гвардии капитану Сорокину Захару Артёмовичу присвоено звание Героя Советского Союза с вручением ордена Ленина и медали «Золотая Звезда» (№ 4338).
Всего Захар Сорокин совершил 267 боевых вылетов, но его боевой счёт не увеличился. В различных публикациях называется и более высокое число его побед (например, что лично сбил 18 вражеских самолётов, 12 из них — будучи на протезах), но документальные подтверждения этих побед отсутствуют.
В октябре 1944 года находился на лечении, а в декабре 1944 года был переведён на Черноморский флот, который к тому времени активных боевых действий уже не вёл. Летал на подаренном ему самолёте «Тихорецкий комсомолец». В июне 1945 года уволен в запас по болезни.
С 1952 по 1955 годы вновь служил в авиации ВМФ. Сначала проходил службу на Черноморском флоте: в мае 1952 — январе 1954 — адъютант (начальник штаба) эскадрильи 1727-го истребительного авиационного полка (Керчь), в январе — июне 1954 — на той же должности в 925-м истребительном авиационном полку (Евпатория), в июне 1954 — июне 1955 — офицер по наведению — штурман командного пункта 53-го истребительного авиационного полка (Евпатория). В июле 1955 года был переведён в ВВС Северного флота офицером по наведению — штурманом командного пункта 614-го истребительного авиационного полка (аэродром Североморск-3, Мурманская область), в августе — декабре 1955 — штурман-оператор командного пункта 107-й истребительной авиационной дивизии (аэродром Североморск-2). В декабре 1955 года вторично уволен в запас.
Жил в Москве. Работал в Советском комитете ветеранов войны, во Всесоюзном обществе «Знание», был членом Союза журналистов СССР. Автор 15-ти книг.
Жена — Сорокина Валентина Алексеевна, умерла 12.07.1993 г. Сын — Сорокин Алексей Захарович (1948—2010), дочери — Людмила Захаровна (р.1952), Мария Захаровна (р.1959).

Могила З. А. Сорокина

Умер 19 марта 1978 года. Похоронен на Кунцевском кладбище.

## Награды
- Медаль «Золотая Звезда»;
- орден Ленина (19.08.1944);
- три ордена Красного Знамени (16.09.1941, 02.04.1943, 12.06.1943);
- медали, в том числе:
  - медаль «За оборону Советского Заполярья»;
  - медаль «За победу над Германией в Великой Отечественной войне 1941—1945 гг.»;
  - юбилейная медаль «Двадцать лет победы в Великой Отечественной войне 1941—1945 гг.»;
  - юбилейная медаль «Тридцать лет Победы в Великой Отечественной войне 1941—1945 гг.».
- Иностранные награды:
  - орден Британской империи V класса (Великобритания, 1944).

## Память

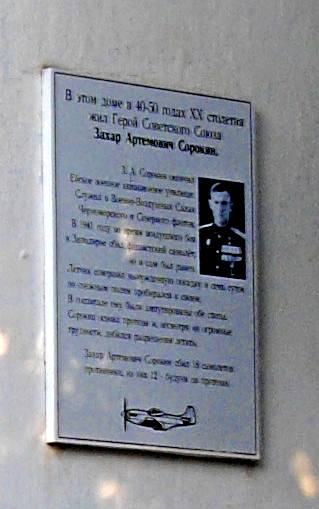
Мемориальная доска на доме, где жил Сорокин З. А. в 1940—1950-х годах

- З. А. Сорокин — почётный гражданин города Карасука Новосибирской области.
- Бюст З. А. Сорокина, в числе 53-х лётчиков-североморцев, удостоенных звания Героя Советского Союза, установлен в посёлке Сафоново на Аллее Героев около музея ВВС СФ.

В Тихорецке установлена мемориальная доска в честь Героя.
- Имя Захара Сорокина в 1989 году присвоено рыболовецкому судну РТМКС «Захар Сорокин», порт приписки город Мурманск.
- Имя Героя Советского Союза Захара Артёмовича Сорокина присвоено самолёту МиГ-31 174-го гвардейского Краснознамённого Печенгского истребительного авиационного полка имени Б. Ф. Сафонова.
- Имя Героя Советского Союза Захара Артемовича Сорокина носят четыре школы: школа № 1 в г. Тихорецк Краснодарского края , школа № 2 в г. Карасук Новосибирской области[4], школа в селе Чернокурья Карасукского района Новосибирской области, школа №14 г. Евпатории Республики Крым.
- Именем З. А. Сорокина названы улицы в городах Карасук и Тихорецк.